# Adnan Menderes

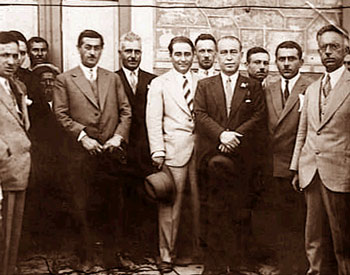
Fethi Okyar i kierownictwo Republikańskiej Partii Liberalnej (1930). Po lewej (w białym garniturze) Adnan Menderes.

Adnan Menderes (ur. w 1899 w Aydın, zm. 17 września 1961 na wyspie więziennej İmralı) – turecki polityk, pierwszy premier Turcji wybrany w wolnych wyborach.

## Życiorys
Od 1930 deputowany do Zgromadzenia Narodowego z ramienia Republikańskiej Partii Ludowej założonej przez Atatürka, w 1945 został wykluczony z tej partii za działalność opozycyjną wobec jej kierownictwa. W 1946 był współzałożycielem Partii Demokratycznej i został jednym z jej przywódców. Tworzył rząd w latach 1950–1960. Zwolennik ścisłej współpracy Turcji z mocarstwami zachodnimi, przyczynił się m.in. do przystąpienia Turcji do NATO. Polityka gospodarcza jego rządu doprowadziła do inflacji, rozpowszechniania się korupcji i ograniczania swobód obywatelskich. Został obalony przez wojsko tureckie 27 maja 1960. Zarzucono mu m.in. organizację antygreckich zamieszek w 1955 r. (których kulminacją był tzw. pogrom w Stambule) oraz korupcję. Został osądzony i stracony przez powieszenie.